# 4501 Eurypylos
4501 Eurypylos è un asteroide troiano di Giove del campo greco. Scoperto nel 1989, presenta un'orbita caratterizzata da un semiasse maggiore pari a 5,2078914 UA e da un'eccentricità di 0,0521525, inclinata di 8,30197° rispetto all'eclittica.
L'asteroide è dedicato a Euripilo, re di Tessaglia.